# Stefano Valli
Stefano Valli (San Marino, 21 maart 1969) is een San Marinees autocoureur.

## Carrière
Valli nam deel aan twee raceweekenden van het European Super Touring Championship in 2001 voor het team GDL Racing. In 2002 eindigde hij als derde in het Italian Super Production Championship.
In 2005 reed hij in drie raceweekenden van het World Touring Car Championship voor het team Zerocinque Motorsport, wat in deze weekenden gehouden werd samen met het Italian Superturismo Championship. Ook nam hij deel aan de European Touring Car Cup in 2005 op het ACI Vallelunga Circuit voor Zerocinque, waarin hij beide races als twaalfde eindigde. In 2006 namen Valli en Zerocinque opnieuw deel aan twee raceweekenden van het WTCC. Ook namen zij opnieuw deel aan de ETCC, waarin ze als vijfde eindigden in de Super Production-klasse.